# Piedra rúnica U 100
Inscripción rúnica U 100 es la denominación que asigna el proyecto Rundata a una piedra rúnica localizada en el bosque cerca Skälby, en un camino junto a una ciénaga, a unos dos kilómetros al noreste de Sollentuna, en provincia de Estocolmo, Suecia, que formaba parte de la provincia histórica de Uppland.

## Descripción
Esta piedra rúnica de granito mide 2,1 metros de alto y tiene una inscripción consistente en dos bandas con texto rúnico en forma de serpiente, decorada con otras serpientes menores y una cruz cristiana. Su decoración se clasifica dentro del estilo Pr4, que es una etapa del estilo Urnes, uno de los estilos de decoración animal escandinavos. Las figuras de esta piedra se ajustan al modelo del estilo de representar animales esveltos y estilizados entrelazados en diseños intrincados. Las cabezas de las serpientes aparecen de perfil y muestran ojos de forma almentrada y tienen protuberancias rizadas sobre ellos, además de en la nariz y el cuello, como es típico de este estilo.
Esta estela rúnica pertenece a un grupo de varias que fueron erigidas por la influyente familia Skålhamra, que también construyó el Arkils tingstad y encargaron las piedras rúnicas de Risbyle.

## Inscripción

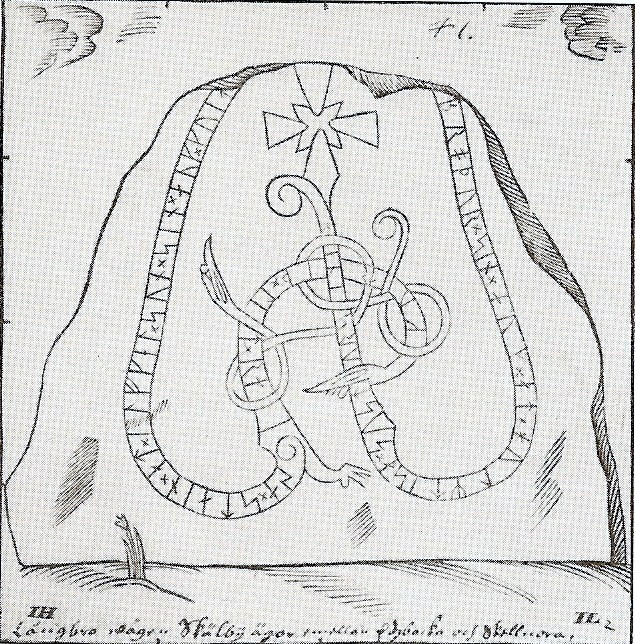
Piedra rúnica U 100 en Skälby, Sollentuna. Dibujo del siglo 17.

### Transliteración del texto rúnico a letras latinas
× guriþ × lit × raisa × stain × at * ulfkel × sun × sin × auk * kui * (a)... ... broþur * sin × auk × at × hulmtisi * sustur * sina ×

### Transcripción al nórdico antiguo
Gyrið let ræisa stæin at Ulfkel, sun sinn, ok Gyi ... ... broður sinn ok at Holmdisi, systur sina.

### Traducción al español
Gyríðr encargó erigir la piedra en memoria de Ulfkell, su hijo, y Gýi (hizo?) ... ... su hermano, y en memoria de Holmdís, su hermana.